# Ali Kosh
Ali Kosh è un sito archeologico in Iran meridionale.

## Descrizione
Gli scavi condotti da Kent Flannery e Frank Hole sul piccolo tell circolare hanno messo in luce una sequenza culturale databile tra il 7000 ed il 5700 a.C., con tre fasi d'insediamento che documentano il passaggio dall'attività di raccolta all'agricoltura, il progressivo miglioramento delle abitazioni e la comparsa - nei livelli più recenti - della ceramica.
La cultura materiale delle prime due fasi richiama quella degli Zagros settentrionali, mentre l'ultima è simile ad un'area che va dalla Mesopotamia meridionale alla Susiana. Di particolare interesse la presenza, nei livelli della seconda fase, di reperti in ossidiana, materiale di sicura importazione, e l'uso del rame grezzo martellato, che doveva provenire dall'altopiano iranico. Nella seconda e terza fase sono documentate le sepolture sotto i pavimenti delle abitazioni: alcune delle più recenti presentano corredi molto ricchi, con ornamenti in turchese e grani di pietra e conchiglia.